# Căzănești (Mehedinți)
Pour les articles homonymes, voir Căzănești.
Căzănești est une commune roumaine du județ de Mehedinți, dans la région historique de l'Olténie et dans la région de développement du Sud-Ouest.

## Géographie
La commune de Căzănești est située dans le nord-est du județ, le long de la rivière Cosustea, dans la région du Piemontul Motrului, à 26 km au nord-est de Drobeta Turnu-Severin, la préfecture du județ par la route nationale DN67.
La commune est composée des douze villages suivants (population en 2002) :
- Căzănești (201), siège de la municipalité ;
- Ercea (306) ;
- Gârbovățu de Sus (367) ;
- Govodarva (63) ;
- Ilovu (172) ;
- Jignița (162) ;
- Păltinișu (138) ;
- Poiana (208) ;
- Roșia (168) ;
- Severinești (665) ;
- Suharu (130).

## Religions
En 2002, 98,77 % de la population était de religion orthodoxe et 0,86 % était baptiste.

## Démographie
En 2002, les Roumains représentaient 99,67 % de la population totale. La commune comptait 1 425 ménages et 1 650 logements.
| 2002  | 2007  |
| ----- | ----- |
| 2 786 | 2 522 |

## Économie
L'économie est basée sur l'agriculture et l'élevage. Une exploitation de sables quartzeux et de graviers existe dans la rivière Cosustea.

## Lieux et Monuments
- Căzănești, église St Thomas (Sf Toma) de 1740 et église de la Naissance de la Vierge (Nasterea Maicii Domnului) de 1800.
- Govodarva, église Intrarea in Biserica Maicii Domnului) de 1813.
- Severinești, église St Dimitri (Sf Dumitriu).
- Ilovu, église des Saints Voïvodes (Sfintii Voievozi) de 1750 et maisons traditionnelles.
- Poiana, église de la Naissance de la Vierge (Nasterea Maicii Domnului) de 1836.